# Ceiba (plaats)
Ceiba is een plaats (zona urbana) in de Amerikaanse vrijstaat Puerto Rico en valt bestuurlijk gezien onder gemeente Ceiba.

## Demografie
Bij de volkstelling in 2000 werd het aantal inwoners vastgesteld op 6277.

## Geografie
Volgens het United States Census Bureau beslaat de plaats een oppervlakte van
2,8 km², geheel bestaande uit land.

## Plaatsen in de nabije omgeving
De onderstaande figuur toont nabijgelegen plaatsen in een straal van 28 km rond Ceiba.